# 산청군·합천군 (2000년 선거구)
산청군·합천군은 대한민국의 옛 국회의원 선거구이다. 당시 경상남도 산청군, 합천군 지역을 관할했다.

## 역사
제16대 국회의원 선거를 앞두고 실시된 선거구 조정으로 인해 산청군과 합천군이 하나의 선거구를 이루게 됨에 따라 신설되었다.
제17대 국회의원 선거를 앞두고 산청군은 함양군, 거창군과 함께 산청군·함양군·거창군 선거구를 이루고 합천군은 의령군, 함안군과 함께 의령군·함안군·합천군 선거구를 이루게 됨에 따라 폐지되었다.

## 역대 국회의원
| 선거   | 정당 | 정당     | 의원   |
| ------ | ---- | -------- | ------ |
| 2000년 |      | 한나라당 | 김용균 |

## 역대 선거 결과

### 대한민국 제16대 국회의원 선거
|  | 55.61% |

|  | 24.29% |

|  | 10.47% |

|  | 5.73% |

|  | 3.88% |